# Панкейк
Панкейк (англ. pancake; pan — «сковорода», cake — «торт») — мучное изделие плоской формы, выпекаемое на сковороде. Тесто готовится на основе молока с добавлением крахмала и растопленного сливочного масла.
Традиционное блюдо Северной Америки (США и Канады), приготавливаемое на завтрак.

## Подача блюда
Панкейки должны быть достаточно толстыми — не менее 0,5 см — круглыми, румяными. При подаче их складывают стопкой, подают по 2—3 штуки на порцию. Панкейки могут сопровождаться разнообразными добавками: ягодами (черника, голубика, малина, клубника и т. д.), фруктами (бананы, яблоки, груши), шоколадом, различными злаками, мёдом и др., которые либо замешиваются в тесто, либо подаются отдельно.

## Культурное значение

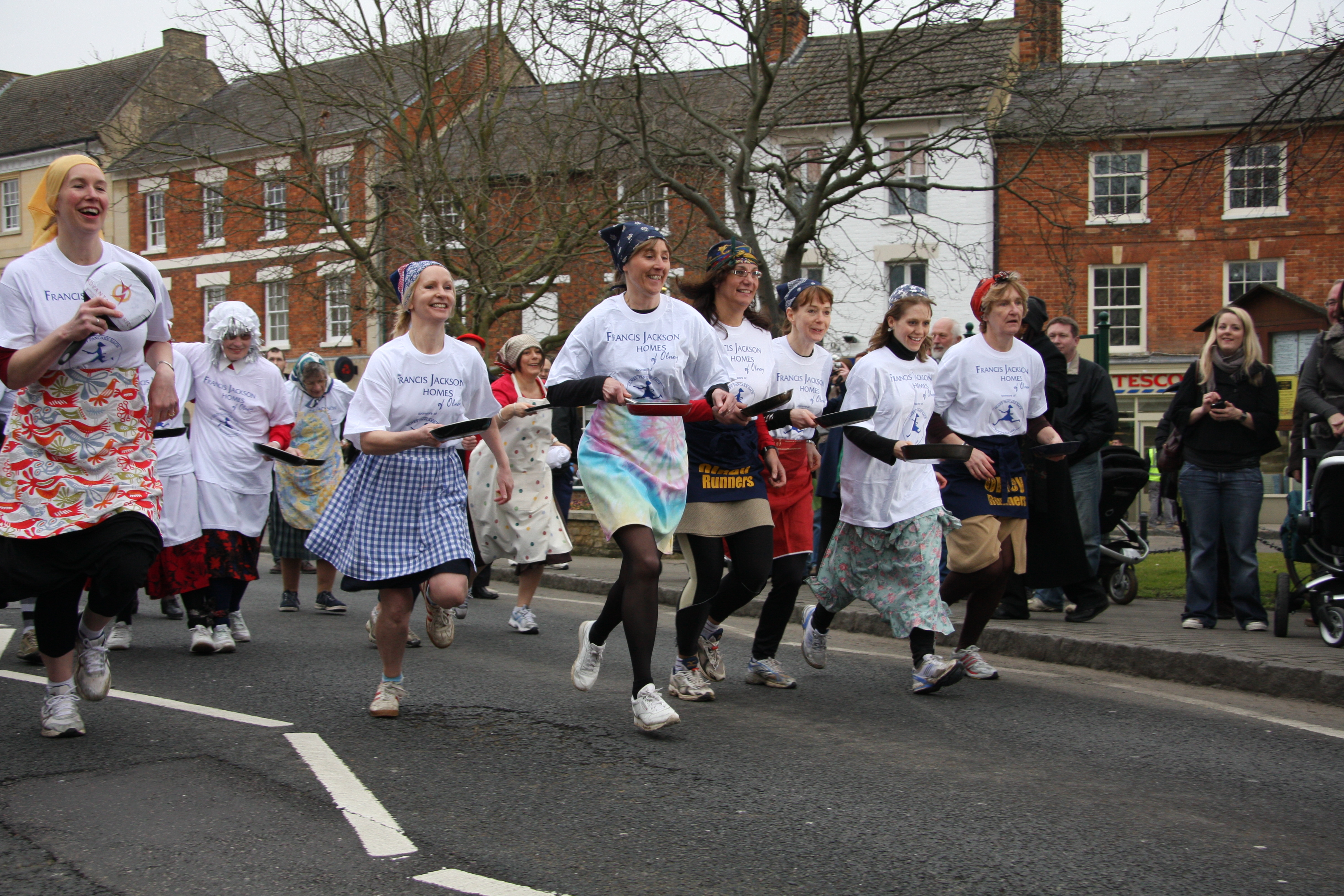
«Блинные бега» в Англии, 2009 год

Считается, что эта традиция возникла в городке Олни в Бакингемшире, когда в 1445 году одна женщина так увлеклась печением блинов, что, когда зазвонил церковный колокол, возвещая о начале церковной службы, она побежала в церковь вместе со сковородкой, подбрасывая блин на ней, чтобы он не сгорел.